# Mikuláš Albert z Kaménka
Mikuláš Albert z Kaménka (deutsch Nikolaus Albert von Kamenek, auch Nikolaus Alberti; lateinisch Nicolaus Albertus; * 1546 in Krappitz, Herzogtum Oppeln; † 16. Dezember 1617 in Prag, Königreich Böhmen) war Theologe, Hebraist und Übersetzer. Er gehörte zur Unität der Böhmischen Brüder.

## Leben
Nikolaus Albert von Kamenek entstammte einer schlesischen Adelsfamilie. Am 1. Februar 1567 immatrikulierte er sich an der Universität Wittenberg, wo er sich am 13. März 1571 den akademischen Grad eines Magisters erwarb und am 25. April 1573 in den Senat der Philosophischen Fakultät der Wittenberger Hochschule rezipiert wurde. Bis 1590 arbeitete er an der Übersetzung für die Kralitzer Bibel mit und lehrte Hebräisch an schlesischen und mährischen Schulen der Böhmischen Brüder, u. a. in Eibenschitzer und Fulnek sowie in Prag, das er jedoch verlassen musste. Deshalb begab er sich wiederum nach Wittenberg. Nachdem Kaiser Rudolf II. den böhmischen protestantischen Ständen mit dem Majestätsbrief 1609 Religionsfreiheit gewährte, kehrte Nikolaus Albert 1610 nach Prag zurück. Dort wurde er 1611 zum ersten ordentlichen Professor für Hebraistik an die Karlsuniversität berufen. 1612 und 1616 bekleidete er das Amt des Dekans der Philosophischen Fakultät. 1617 war er Prorektor der Prager Karls-Universität.

## Werke
- Oratio de Hebraeae linguae studio, 1611 (erschienen Dresdae 1734)online
- Informationem paedagogii acad. trilinguis trivii, 1612
- Mitarbeit an der Kralitzer Bibel (Bible Králická)
- Silva quadrilinguis, viersprachiges Wörterbuch (lateinisch, tschechisch, griechisch und deutsch), gemeinsam mit Daniel Adam z Veleslavína, 1598